# Johann Leonhard Appold
Johann Leonhard Appold (* 12. Oktober 1809 in Dennenlohe, Mittelfranken; † 5. Dezember 1858 in Nürnberg) war ein deutscher Kupfer- und Stahlstecher.

## Leben und Wirken
Johann Leonhard Appold erlernte die Stecherkunst bei Felix Grünewald in Nürnberg.
Appold ließ sich in der Stadt nieder, wo er als bekannter Kupferstecher bzw. Grafiker wirkte und zahlreiche qualitative Stiche schuf, oft jedoch nach Vorlagen anderer Künstler.
1836 heiratete er in Nürnberg Karolina geb. Stökel. Mit ihr hatte er den Sohn Karl Appold (1840–1884), der beim Vater die Stecherkunst lernte und sich später als Maler bzw. Illustrator in München betätigte.

## Galerie

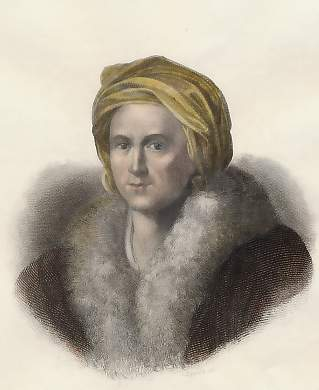
Johann Joachim Winckelmann, Stahlstich um 1840
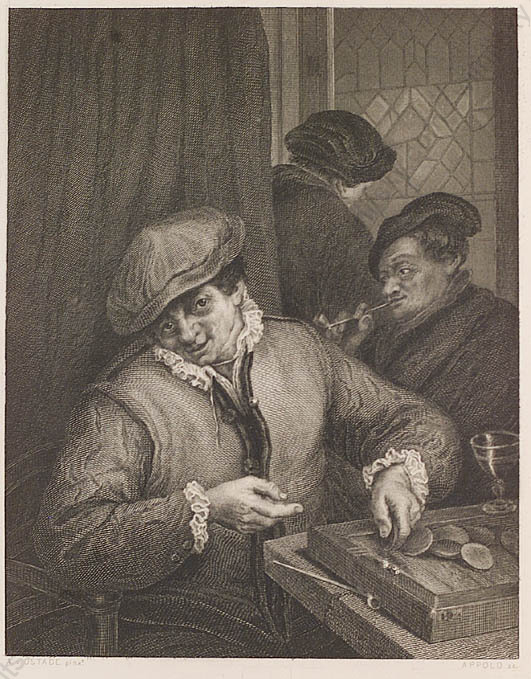
Die Tric-Trac-Spieler, Stahlstich nach Gemälde von Adriaen van Ostade
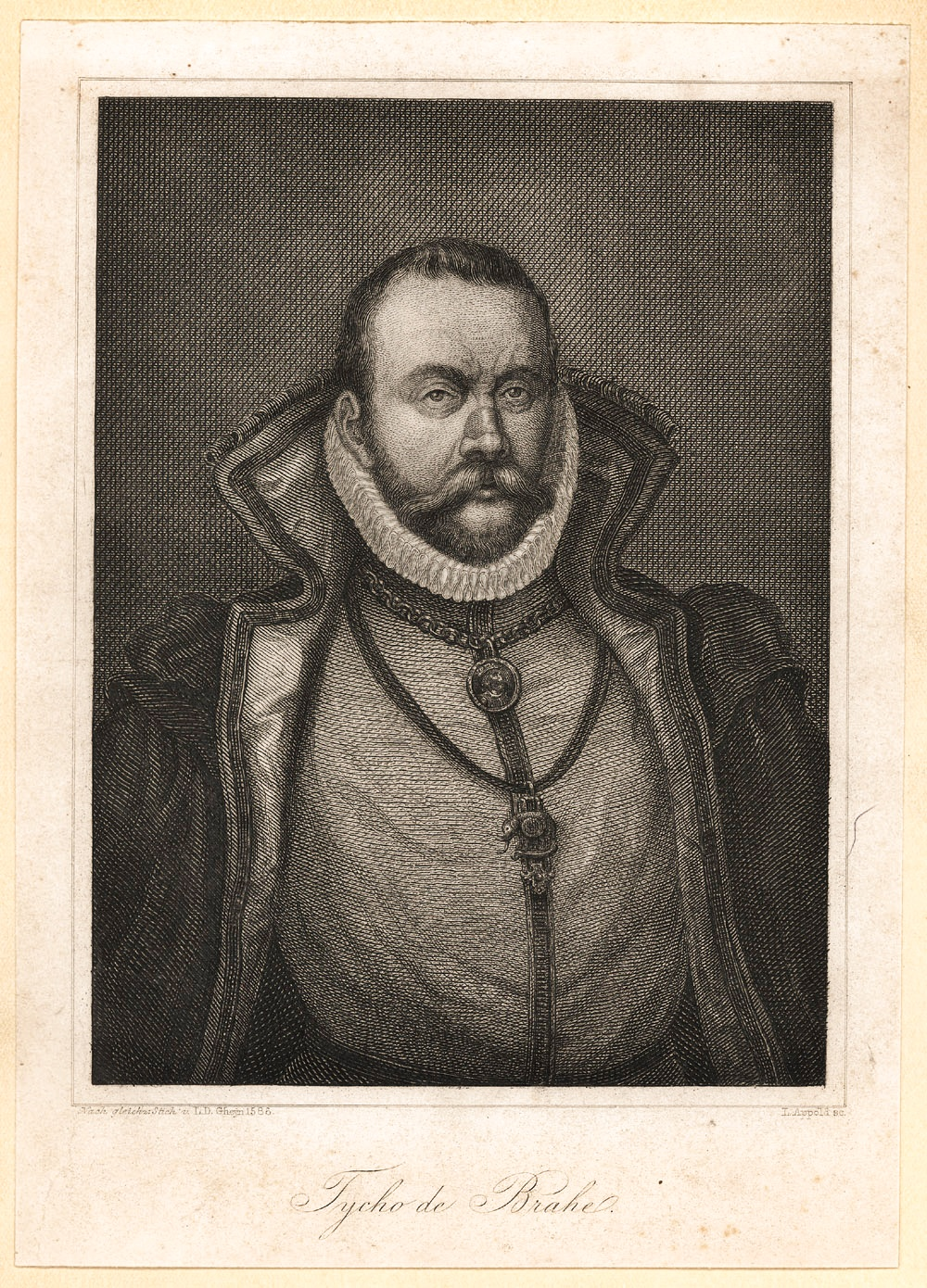
Der Astronom Tycho Brahe, Stahlstich um 1840
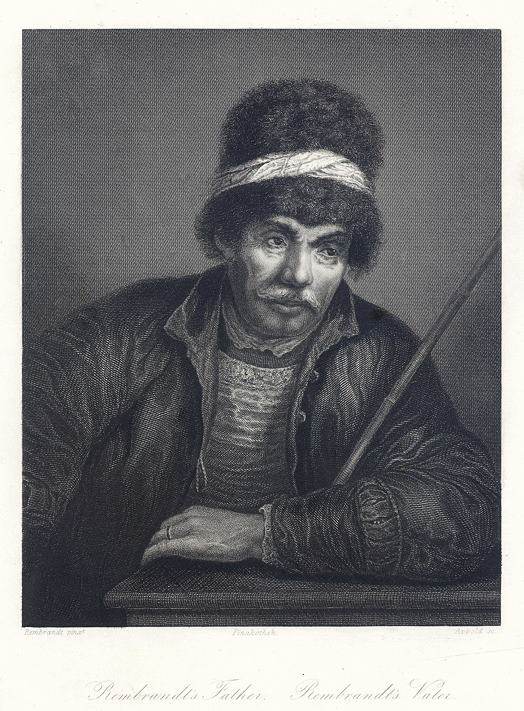
Rembrandts Vater, Stahlstich nach Gemälde des Meisters, 1849

| Personendaten    | Personendaten                      |
| ---------------- | ---------------------------------- |
| NAME             | Appold, Johann Leonhard            |
| KURZBESCHREIBUNG | deutscher Kupfer- und Stahlstecher |
| GEBURTSDATUM     | 12. Oktober 1809                   |
| GEBURTSORT       | Dennenlohe, Mittelfranken          |
| STERBEDATUM      | 5. Dezember 1858                   |
| STERBEORT        | Nürnberg                           |